# Boston Beacons

Logo der Boston Beacons 1968

Die Bostone Beacons waren ein 1967–68 für zwei Jahre bestehendes amerikanisches Fußball-Franchise. Mit der Mannschaft der irischen Profimannschaft Shamrock Rovers und unter dem Namen Boston (Shamrock) Rovers nahm es 1967 am Spielbetrieb der einzigen Saison der United Soccer Association (USA) teil, 1968 wurde das Franchise unter neuem Namen und mit eigener Mannschaft Gründungsmitglied der North American Soccer League (NASL). Sportlich wie finanziell war das Franchise wenig erfolgreich; nach zwei jeweils letzten Plätzen in der jeweiligen Ligadivision der Bostoner und hohen Verlusten wurde das Franchise am Ende der Saison 1968 aufgelöst.

## 1967
Als es 1966 in Nordamerika zur Gründung dreier konkurrierender Inverstorengruppen zur Gründung einer Fußballprofiliga kam, schloss sich Weston Adams, Präsident des NHL-Teams Boston Bruins, der Gruppe an, die später die Liga USA ins Leben rief; wegen der Konkurrenzsituation zogen die USA den Beginn des Spielbetriebes kurzfristig vom Winter 1967/68 auf das Frühjahr 1967. In der verbleibenden Zeit erschien der Aufbau eigener Teams unmöglich, so dass die Liga zwölf Profiteams aus Europa und Südamerika für die spielfreie Zeit im Sommer engagierte. Das irische Team Shamrock Rovers wurde wegen der vielen irischstämmigen Einwohner nach Boston delegiert, wo sie als Boston Rovers, teilweise auch als Boston Shamrock Rovers am Spielbetrieb teilnahmen. Ihr Heimstadion war der Manning Bowl.
Die Mannschaft war sportlich wie finanziell erfolglos. Mit nur zwei Siegen und drei Unentschieden aus zwölf Spielen waren sie die schlechteste Mannschaft der USA; zudem waren mit durchschnittlich 4.171 Zuschauern die Heimspiele Bostons die schlechtbesuchtesten der Liga.

## 1968
Für das neu aufgebaute Team konnten zwei junge irische Spieler der Shamrock Rovers, Paddy Mulligan, späterer Landesmeisterpokalsieger mit Chelsea London und 50facher irischer Nationalspieler, sowie David Pugh, angeworben werden; ansonsten war die Mannschaft eine völlige Neuzusammenstellung. Als Torhüter wurde der erfahrene 38-jährige ehemalige schottische Nationalgoalie Willie Fraser verpflichtet, ein weiterer erfahrener Spieler war der argentinische WM-Teilnehmer 1962 Rubén Héctor Sosa. Auch der übrige Kader war gut besetzt, doch blieb das Team erfolglos. Am Ende der regulären Saison war Boston mit nur neun Siegen und 121 Punkten Fünfter und Letzter der Atlantic Division, ligaweit nur noch von den Ergebnissen der Detroit Cougars und von Dallas Tornado unterboten.
Für die NASL wechselte das Franchise seine Spielstätte; doch auch im Fenway Park stieg der Zuschauerschnitt nicht an, sondern sank im Verhältnis zur USA-Saison 1967 leicht auf 4.004; die Rekordkulisse war bei keinem Ligaspiel, sondern bei einem Freundschaftsspiel gegen den FC Santos mit 18.400. Wegen der sportlichen, aber auch finanziellen Erfolglosigkeit wurde das Franchise, wie alle bis auf fünf der NASL, nach Ende der Saison 1968 aufgelöst.

## Bekannte Spieler
- Erik Dyreborg, dänischer Nationalspieler
- Rubén Héctor Sosa, argentinischer Nationalspieler
- Willie Fraser, schottischer Nationaltorhüter
- Paddy Mulligan, irische Nationalspieler